# Yuengling Center
Lo Yuengling Center (precedentemente USF Sun Dome) è un palazzetto sportivo situato nell'Università della Florida Meridionale (USF) a Tampa in Florida. Ospita le partite delle squadre di pallacanestro maschile e femminile e di pallavolo femminile dei South Florida Bulls e le cerimonie dell'USF. Con i suoi 10.411 posti, è il quarto palazzetto di basket per capienza nell'American Athletic Conference. 
Tra l'aprile del 2021 e il luglio dello stesso anno, ospitò tutti gli eventi della WWE, federazione di wrestling, in un set a porte chiuse con pubblico collegato in videoconferenza chiamato WWE ThunderDome.

## Storia
I lavori per la costruzione dello Yuengling Center iniziarono nel 1977 e finirono il 29 novembre 1980. 
Nel 1980, l'Università della Florida Meridionale, proprietaria del palazzetto, fece giocare le partite delle proprie squadre di pallacanestro maschile e femminile e di pallavolo femminile nell'USF Sun Dome. Nel 1995, venne inaugurato uno spazio interamente dedicato alle partite della squadra pallavolo femminile, chiamato The Corral, con una capienza di poco più di 1000 posti.
Il palazzetto si chiamò, dal 1980 al 2018, USF Sun Dome, nome derivante dal nome dell'università proprietaria. Il 12 giugno 2018, l'USF ha annunciato un accordo sulla denominazione di 10 anni con l'azienda produttrice di birra Yuengling. Dal 1º luglio l'USF Sun Dome viene chiamato Yuengling Center.